# Sender Klein Altenstädten
| Dieser Artikel wurde auf der Qualitätssicherungsseite des WikiProjekts Planen und Bauen eingetragen. Dies geschieht, um die Qualität der Artikel aus den Themengebieten Bautechnik, Architektur und Planung auf ein akzeptables Niveau zu bringen. Dabei werden Artikel, die nicht maßgeblich verbessert werden können, möglicherweise in die allgemeine Löschdiskussion gegeben. Hilf mit, die inhaltlichen Mängel dieses Artikels zu beseitigen, und beteilige dich an der Diskussion! |

Der Sender Klein Altenstädten in Klein-Altenstädten (Stadtteil von Aßlar in Hessen) ist eine UKW-Rundfunksendeeinrichtung, welche als Antennenträger einen freistehenden Betonturm nutzt. Er ist 70 Meter hoch. Folgende Programme werden abgestrahlt:
- Radio BOB! 88.2 MHz 500 W
- hr-info 93,2 MHz 320 W
- Deutschlandradio Kultur 97,3 MHz 320 W
- Klassik Radio (Hessen) 100,5 MHz 320 W
- harmony.fm 101,3 MHz 320 W
- Deutschlandfunk 103.7 MHz 500 W
- Antenne Frankfurt 95,1 105 MHz 500 W
- Planet Radio 107,8 MHz 130 W